# 백진원
백진원(영문명 : David Baek, 예명 : Artist Patrick, ~)은 대한민국의 영화감독이자 시나리오 작가이다. 현재 퍼니스튜디오그룹과 퍼니필름의 대표이며 소속사는 FUN엔터테인먼트이다. 

## 학력
- 후정초등학교  졸업
- 부일중학교 (인천) 졸업
- 강남영상미디어고등학교 영상미디어과 졸업
- 계원예술대학교 영상디자인과 졸업

### 영화
| 연도      | 제목             | 감독   |
| --------- | ---------------- | ------ |
| 2017 2018 | 부재중메시지     | 백진원 |
| 2017 2018 | 오늘보다 내일 더 | 백진원 |

- 대표작 - 부재중 메세지 관람 링크
https://www.youtube.com/watch?v=W4ZnTzni5_w

### 도서
- 《나에게 찾아온 소녀 》 (라이프스타일,2017)

## 수상 및 후보
| 연도 | 시상식                          | 부문          | 작품          | 결과 |
| ---- | ------------------------------- | ------------- | ------------- | ---- |
| 2017 | 제 5회 미디어 아트 대전         | 영화연출      |               |      |
| 2017 | 부산 청소년 영화제              | 대상          | 부재중 메시지 |      |
| 2017 | 2017년 유스히어로 문화예술 부문 | 대상          |               |      |
| 2018 | 대한민국인재상                  | 고등분과 부분 |               |      |
| 2019 | 제51회 코리아 청소년 영화개전   | 영화부문      |               |      |

## 같이 보기
- 대한민국 영화감독 한국출신감독